# 로널드 몰렛

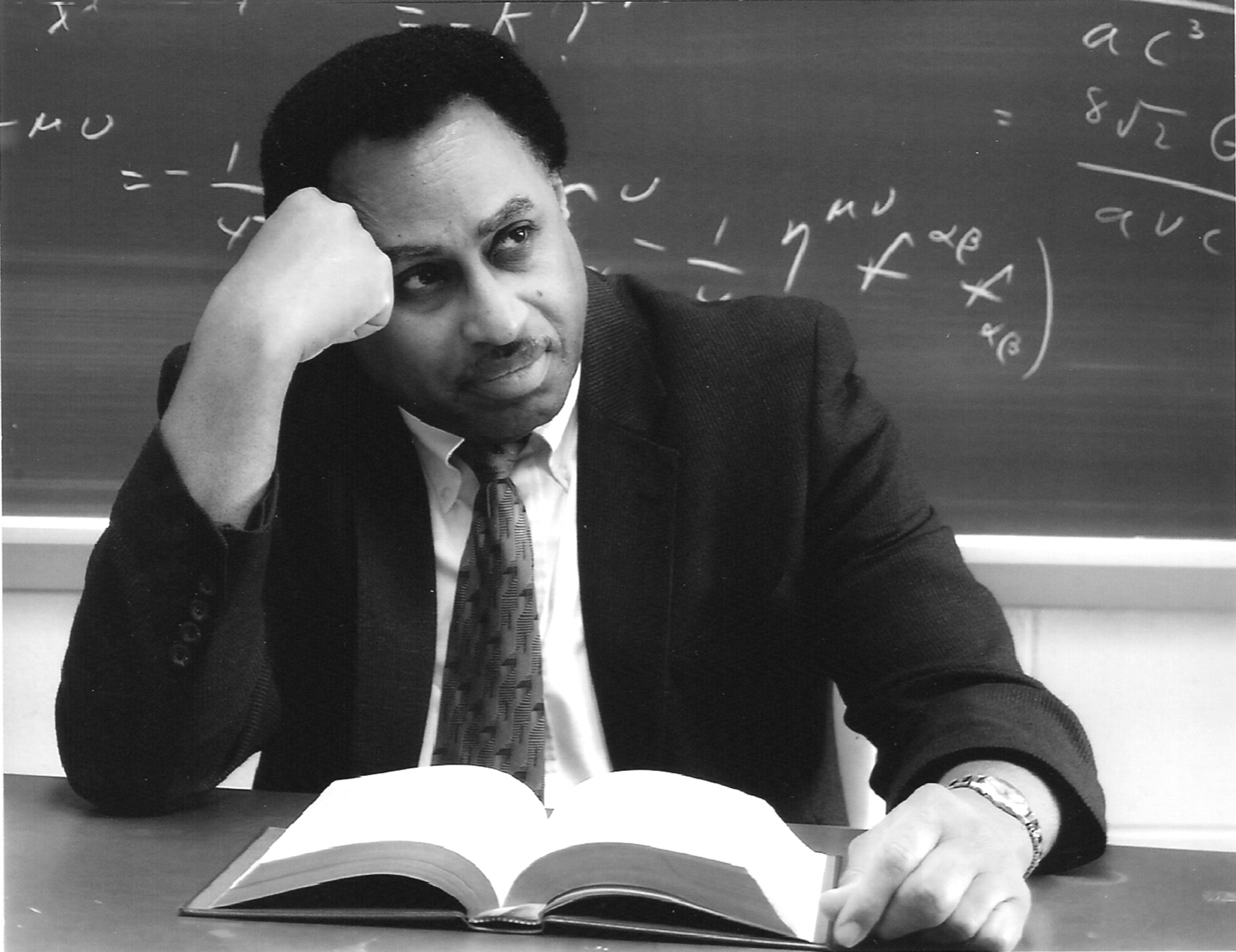

로널드 몰렛(Ronald L.Mallett, 1945년 3월 30일~ )은 코네티컷 대학의 교수이며 아인슈타인의 방정식을 이용해 회전하는 레이저 광선들로 타임머신을 고안해 냈다.

## 생애
로널드 몰렛은 1945년 3월 펜실베이니아의 롤링 스프링에서 태어났다. 그가 10살이 되었을 때, 그의 아버지가 33세에 갑작스런 심장마비로 돌아가셨다. 웰즈(H.G. Wells)의 타임 머신의 클래식 일러스트 만화 버전으로 영감을 얻은 몰렛은 과거로 돌아가서 그의 아버지를 구하기 위해 아버지께 담배를 피우지 말라고 말해주는 것을 그의 평생의 꿈으로 삼았다. 1973년, 로널드 몰렛은 펜실베이니아 주립대학으로부터 박사 학위 직위를 받았다. 또 그 해에, 그는 ‘대학원조교상(Graduate Assistant Award for Excellence in Teaching)'을 받았다. 1975년에 그는 지금까지도 일하고 있는 코네티컷 대학교에서 조교수로 임명을 받았다. 그의 연구는 일반 상대성 이론과 양자중력, 시간 여행을 포함하고 있다. 1980년에 그는 부교수로 승진했으며 1987년, 그는 교수 직위에 올랐다. 그는 여러 연구비를 지원받을 수 있었다. 2007년에 그의 타임 머신에 대한 인생 이야기가 아메리칸 라이프 에피소드 324(American Life, episode #324)로 방송되었다.

## 기반 이론

#### 아인슈타인의상대성 이론
아인슈타인의 중력이론에 따르자면, 매트리스 위의 볼링공처럼 거대한 질량의 물체는 시공간의 뒤틀림을 만들어낸다. 시공간은 늘어나기 때문에 시계는 은하 사이의 광대한 영역안보다 지구에 가까워질수록 느리게 작동한다. 아인슈타인은 시간은 운동에 영향을 받는다는 것을 보였으며, 그의 이론은 1975년에 캐롤 알리비(Carrol Alleyby) 교수가 원자 시계를 들고 제트기를 타고 지구를 돌며 시험함으로써 실험적으로 증명되었다. 이는 움직이지 않는 땅에 있던 원자 시계보다 아주 약간 느리게 갔으나 착륙했을 때 다시 원래 속도를 회복했다. 그러나 이 시계는 절대 지상에 있던 원자 시계를 따라잡지는 못했으며 이는 우리 중에 이미 과거로의 시간여행을 한 사람이 있다는 것을 의미한다. 아인슈타인은 거대한 질량과 에너지는 같은 것이라고 했고 로널드 몰렛은 무엇이든 에너지를 갖고 있는 것이라면 시공간을 휠 수 있으며 그렇다면 거대한 질량 대신에 빛을 이용한 타임 머신을 설계할 수 있을 것이라고 했다.

#### 다중 우주론
다중 우주론(多重宇宙論)은 우주가 여러 가지 일어나는 일들과 조건에 의해 통상적으로 갈래가 나뉘어, 서로 다른 일이 일어나는 우주가 사람들이 알지 못하는 곳에서 동시에 진행되고 있다는 생각이다. 평행우주론(平行宇宙論)이라고도 한다.우리 우주에 영향을 주지 않는, 그리고, 평행하게 진행하고 있는 다른 우주를 관측하는 것이 불가능한 이상, 즉, ‘관측할 수 없는 것이 존재하고 있다’는 것은 물리학적으로 이상하다는 견해도 있다. 다중우주론을 이용하면, 시간 여행에 의한 시간 파라독스가 발생하지 않아, 타임 머신 같은 기기를 만들 수 있을 수도 있을 것이라는 견해가 있다. 과거로 돌아가 어떠한 영향을 주었다 하더라도 이에 영향받은 우주와 관계가 없는 우주가 평행으로 진행되기 때문이다.

## 타임머신의 원리
로널드 몰렛이 디자인하고 있는 타임머신은 상대성이론에 의거하며 고리형 레이저를 이용한다. 타임머신이 생성하는 두 개의 광선 고리는 서로 반대 방향으로 회전하게 된다. 빛의 속도를 서서히 낮추면서 동시에 광선의 강도를 강하게 하면 시공간의 왜곡이 발생한다. 결국 공간과 시간은 회전하는 빛에 의해 왜곡되고 시간은 공간과 같은 차원이 된다. 이 차원이 바로 따라가게 되는 길이다. 만일 고리 속으로 들어가 한쪽 방향으로 걸어가면 과거로 돌아갈 수 있다는 것이 그의 이론이다.
만일 시간을 뛰어넘는 고리가 존재한다고 한다면 로널드 몰렛은 그의 시간여행 이론에 쓸만한 데스크톱 크기의 장치를 설계할 것이다.거울을 배열함으로 그는 우주공간으로 순간이동 할 수 있는 회전하는 광선을 만들 수 있을 것으로 보았다.
몇몇 원자 구성입자들은 아주 작은 수명을 가졌기 때문에 그는 이 입자들을 회전하는 광선의 부근에 위치하게 해서 좀 더 긴 수명을 가지게 되는 것이 확인되기를 바랐다. 그 입자들이 좀 더 긴 수명을 가져야 하는 것은 미래로 향하는 시간을 넘는 고리를 지나게 해야 한다는 것을 의미한다. 컵과 스푼을 가지고 있을 때, 커피는 빈 공간이고 스푼이 회전하는 광선이라고 해보자. 각설탕을 커피 안에 넣는다. 빈 공간이 요동칠 때, 원자 구성입자(설탕)가 그 공간을 유영하는 것을 관찰할 수 있다. 아인슈타인에 의하면 우주공간에서 언제든지 무언가를 할 때면 시간에 영향을 미칠 것이라고 했다. 왜곡된 공간은 시간을 왜곡되게 하고, 이론적으로 공간을 넘는 것과 같이 시간도 넘을 수 있음을 뜻한다.

## 연구

#### 관련 논문
로널드 몰렛은 일단 고리 레이저가 실제로도 측정되는 제한된 양의 관성계 이끌림(질량이 매우 큰 물체가 회전하면 중력 때문에 주변의 시공간도 따라서 회전하는 현상)을 발생시킨다고 주장했다.

아인슈타인의 일반 상대성이론에 따르면 질량이 큰 물체와 에너지는 중력장을 발생시킨다. 이는 광선의 에너지도 중력장을 발생할 수 있다는 의미이다. 나의 진행 중인 연구에 따르면 각각의 약하고 강한 중력장들은 회전하는 단일방향의 광선을 지속적으로 생성할 수 있다고 본다. 고리 안의 회전하는 중립자로 생각되는 물체는 일방향 고리 레이저의 약한 중력장 내에서 발생한 중력장에 의해 끌려나온다.
[로널드 몰렛, "고리 레이저의 전자기적 순환의 약한 중력장", Phys. Lett. A 269, 214 (2000)]

아인슈타인 중력장 방정식과 맥스웰 방정식을 이용하면 전자기파가 고리 레이저의 전자 복사에너지로 발생된 중력장에 의해 회전하는 것으로 보인다. 그 실험으로 고리레이저가 유도한 패러데이 효과를 관찰할 수 있을 것으로 예상된다.
[로널드 몰렛, "고리 레이저에 의해 발생된 중력에 대한 패러데이 효과", Found. Phys. 37, 723 (2007)]

나는 회전하는 광선의 강한 중력장으로부터 아인슈타인 중력장방정식(광선에서 발생한 내외부의 중력장 방정식)의 새로운 정확한 해답을 찾았다. 외부 중력장은 시간과 근접한 어떤 선들을 갖고 있는 것으로 생각된다.
이 시간과 비슷한 선들의 존재는 과거로의 시간여행의 가능성을 말해준다. 이는 회전하는 광선을 이용한 타임머신을 만드는데 유용할 것이다.

[로널드 몰렛, "회전하는 광선에 대한 중력장", Foundations of Physics 33, 1307 (2003)]. [pdf]

#### 다큐멘터리
2003년 BBC에서 “세계의 첫 타임머신(The world’s First Time Machine)”라는 벤 보위(Ben Bowie)가 연출한 것과 미국에서 2003년3월 교육채널에 출연했다. 또한 과학채널에도 수없이 등장했다. 이 다큐멘터리들은 로널드 몰렛박사의 현재 시간여행 연구를 보여주었다.
- 역사 채널"우주 : 풀리지 않는 미스터리들"(2008)
- "UConn-TV 발표" (2007)
- "공상과학소설의 예언서"(2006)
- "세계의 첫 타임머신" (2003)